# KSI vs. Tommy Fury
A KSI vs. Tommy Fury (hivatalos nevén: MF & DAZN: X Series 009: The Prime Card és Judgement Day) profi ökölvívó mérkőzés KSI brit youtuber és Tommy Fury brit ökölvívó között. Az esemény 2023. október 14-én került megrendezésre a manchesteri AO Arénában. Fury nyert pontozással. KSI menedzsere 2023. október 20-án bejelentette, hogy a youtuber fellebbezi az eredményt. Az eredményt nem változtatták meg.
Ezek mellett Logan Paul is a szorítóba lépett, Dillon Danis ellen, amit a korábbi sportoló nyert meg, miután a feleket biztonsági őröknek kellett szétválasztani a szorítóban és Danist diszkvalifikálták.

## Háttér
2019 novemberében KSI megnyerte első profi ökölvívó mérkőzését, miután legyőzte Logan Pault a Staples Centerben, Los Angeles városában. Tommy Fury ekkor kihívta KSI-t egy mérkőzésre, de a youtuber ezt elutasította, hogy zenei pályafutására koncentráljon.
2023 februárjában KSI riválisa, Jake Paul kikapott Furytől Szaúd-Arábiában. A tervek szerint rendeztek volna egy visszavágót, de Paul bejelentette, hogy inkább Nate Diazzal fog megküzdeni augusztusban, így Fury kijelentette, hogy érdekelné egy ütközet KSI vagy Salt Papival. Májusban KSI megmérkőzött Joe Fournier-vel és eredetileg kiütéssel győzött, amit később elvettek tőle és nem hirdettek győztest. Nem sokkal később KSI és Fury találkoztak és szóban megegyeztek a mérkőzésben.
Június 30-án KSI feltöltött egy videót YouTube-csatornájára, amiben azt mondta, hogy Fury 83,9 kilogrammos súlyban szeretne megegyezni a mérkőzésre, annak ellenére, hogy korábban megegyeztek 81,6 kilogrammban és megszabták, hogy mennyi súlyt szedhetnek fel a súlymérés és a mérkőzés közben. KSI július 3-ig adott időt Furynek a szerződés aláírására. A brit ökölvívó Instagramon válaszolt, azt mondva, hogy csak a magasabb súlyt fogadja el és, ha ebbe nem egyezik bele KSI, akkor inkább Paullal küzd meg októberben. KSI a súlyt elfogadta Twitteren, de azt kérte, hogy a két ökölvívó testsúlyát a mérkőzés reggelén mérjék, ne az előző nap. Július 3-án Kalle és Nisse Sauerland, a Misfits Boxing társalapítói bejelentették, hogy a két fél megegyezett a súlyban.
Július 22-én az MF & DAZN: X Series 008 közvetítése során bejelentették, hogy a következő eseményt október 14-én tartják meg. Hat nappal később pedig, hogy KSI és Logan Paul is a szorítóba fog lépni az esemény során, a manchesteri AO Arénában.

## Mérkőzések
| Súlycsoport      | Győztes                                | Vesztes                                          | Győzelem típusa  | Menet      | Idő        | Jegyzetek  |
| Fő esemény       | Fő esemény                             | Fő esemény                                       | Fő esemény       | Fő esemény | Fő esemény | Fő esemény |
| ---------------- | -------------------------------------- | ------------------------------------------------ | ---------------- | ---------- | ---------- | ---------- |
| Cirkálósúly      | Tommy Fury                             | KSI                                              | PONT             | 6 (6)      |            | [ a ]      |
| Bridger-súly     | Logan Paul                             | Dillon Danis                                     | Diszkvalifikáció | 6 (6)      |            |            |
| középsúly        | Slim Albaher                           | Salt Papi                                        | TKO              | 4 (5)      | 2:54       | [ b ]      |
| Könnyűsúly       | Deen the Great                         | Walid Sharks                                     | PONT             | 5 (5)      |            | [ c ]      |
| Félnehézsúly     | Anthony Taylor                         | King Kenny                                       | PONT             | 5 (5)      |            | [ d ]      |
| Félnehézsúly     | My Mate Nate                           | Whindersson Nunes                                | PONT             | 4 (4)      |            |            |
| Félnehézsúly     | Wassabi Lmao (Alex Wassabi & NichLmao) | Los Pineda Coladas (Luis Alcaraz Pineda & BDave) | PONT             | 4 (4)      |            | [ e ]      |
| Előzetes esemény |                                        |                                                  |                  |            |            |            |
| Félnehézsúly     | Ed Matthews                            | Swarmz                                           | KO               | 1 (4)      | 0:30       |            |
| Nehézsúly        | Tempo Arts                             | Chase DeMoor                                     | PONT             | 5 (5)      |            | [ g ]      |
| Légysúly         | Astrid Wett                            | Alexia Grace                                     | PONT             | 3 (3)      |            | [ h ]      |
| Nehézsúly        | DTG                                    | S-X                                              | TKO              | 1 (3)      | 1:59       |            |

1. ↑  Az MFB cirkálósúlyú bajnoki címért
2. ↑  Az MFB középsúlyú bajnoki címért
3. ↑  Az MFB könnyűsúlyú bajnoki címért
4. ↑  Az MFB félnehézsúlyú bajnoki címért
5. ↑  Az MFB könnyűsúlyú tag-bajnoki címért
6. ↑  Swarmz Ryan Taylor ellen küzdött volna meg, de Taylort az esemény előtt néhány nappal letartóztatták.
7. ↑  Az MFB nehézsúlyú bajnoki címért
8. ↑  Az MFB légysúlyú bajnoki címért

## Közvetítés
| Régió                          | Közvetítők                      | Közvetítők     | Közvetítők     | Közvetítők     | Közvetítők                                                                                             |
| Régió                          | Ingyen                          | Kábeltelevízió | PPV            | Stream         | Mozi                                                                                                   |
| ------------------------------ | ------------------------------- | -------------- | -------------- | -------------- | --- |
| Egyesült Királyság (Házigazda) | YouTube Kick (előzetes esemény) | Sky Q          | DAZN PPV       | DAZN PPV       | - Light Cinemas - Electric Birmingham - Omniplex Cinemas - Ritz Multiplex - Movies @ - Parkway Cinemas |
| Írország                       | YouTube Kick (előzetes esemény) | Sky Q          | DAZN PPV       | DAZN PPV       | - Light Cinemas - Electric Birmingham - Omniplex Cinemas - Ritz Multiplex - Movies @ - Parkway Cinemas |
| Egyesült Államok               | YouTube Kick (előzetes esemény) | N/A            | DAZN PPV ESPN+ | DAZN PPV ESPN+ | N/A |
| Kanada                         | YouTube Kick (előzetes esemény) | N/A            | DAZN PPV       | DAZN PPV       | N/A |
| Németország                    | YouTube Kick (előzetes esemény) | N/A            | DAZN PPV       | DAZN PPV       | N/A |
| Ausztria                       | YouTube Kick (előzetes esemény) | N/A            | DAZN PPV       | DAZN PPV       | N/A |
| Svájc                          | YouTube Kick (előzetes esemény) | N/A            | DAZN PPV       | DAZN PPV       | N/A |
| Luxemburg                      | YouTube Kick (előzetes esemény) | N/A            | DAZN PPV       | DAZN PPV       | N/A |
| Liechtenstein                  | YouTube Kick (előzetes esemény) | N/A            | DAZN PPV       | DAZN PPV       | N/A |
| Spanyolország                  | YouTube Kick (előzetes esemény) | N/A            | DAZN PPV       | DAZN PPV       | N/A |
| Olaszország                    | YouTube Kick (előzetes esemény) | N/A            | DAZN PPV       | DAZN PPV       | N/A |
| Japán                          | YouTube Kick (előzetes esemény) | N/A            | DAZN PPV       | DAZN PPV       | N/A |
| Ausztrália                     | YouTube Kick (előzetes esemény) | N/A            | DAZN PPV       | DAZN PPV       | N/A |
| Belgium                        | YouTube Kick (előzetes esemény) | N/A            | DAZN PPV       | DAZN PPV       | N/A |
| Bulgária                       | YouTube Kick (előzetes esemény) | N/A            | DAZN PPV       | DAZN PPV       | N/A |
| Chile                          | YouTube Kick (előzetes esemény) | N/A            | DAZN PPV       | DAZN PPV       | N/A |
| Csehország                     | YouTube Kick (előzetes esemény) | N/A            | DAZN PPV       | DAZN PPV       | N/A |
| Dánia                          | YouTube Kick (előzetes esemény) | N/A            | DAZN PPV       | DAZN PPV       | N/A |
| Franciaország                  | YouTube Kick (előzetes esemény) | N/A            | YouTube PPV    | YouTube PPV    | N/A |
| Horvátország                   | YouTube Kick (előzetes esemény) | N/A            | DAZN PPV       | DAZN PPV       | N/A |
| Görögország                    | YouTube Kick (előzetes esemény) | N/A            | DAZN PPV       | DAZN PPV       | N/A |
| Lettország                     | YouTube Kick (előzetes esemény) | N/A            | DAZN PPV       | DAZN PPV       | N/A |
| Litvánia                       | YouTube Kick (előzetes esemény) | N/A            | DAZN PPV       | DAZN PPV       | N/A |
| Szlovákia                      | YouTube Kick (előzetes esemény) | N/A            | DAZN PPV       | DAZN PPV       | N/A |
| Szlovénia                      | YouTube Kick (előzetes esemény) | N/A            | DAZN PPV       | DAZN PPV       | N/A |
| Észtország                     | YouTube Kick (előzetes esemény) | N/A            | DAZN PPV       | DAZN PPV       | N/A |
| Hongkong                       | YouTube Kick (előzetes esemény) | N/A            | DAZN PPV       | DAZN PPV       | N/A |
| Magyarország                   | YouTube Kick (előzetes esemény) | N/A            | DAZN PPV       | DAZN PPV       | N/A |
| Indonézia                      | YouTube Kick (előzetes esemény) | N/A            | DAZN PPV       | DAZN PPV       | N/A |
| Közel-Kelet                    | YouTube Kick (előzetes esemény) | N/A            | DAZN PPV       | DAZN PPV       | N/A |
| India                          | YouTube Kick (előzetes esemény) | N/A            | DAZN PPV       | DAZN PPV       | N/A |
| Dél-Korea                      | YouTube Kick (előzetes esemény) | N/A            | DAZN PPV       | DAZN PPV       | N/A |
| Mexikó                         | YouTube Kick (előzetes esemény) | N/A            | DAZN PPV       | DAZN PPV       | N/A |
| Malajzia                       | YouTube Kick (előzetes esemény) | N/A            | DAZN PPV       | DAZN PPV       | N/A |
| Norvégia                       | YouTube Kick (előzetes esemény) | N/A            | DAZN PPV       | DAZN PPV       | N/A |
| Új-Zéland                      | YouTube Kick (előzetes esemény) | N/A            | DAZN PPV       | DAZN PPV       | N/A |
| Fülöp-szigetek                 | YouTube Kick (előzetes esemény) | N/A            | DAZN PPV       | DAZN PPV       | N/A |
| Románia                        | YouTube Kick (előzetes esemény) | N/A            | DAZN PPV       | DAZN PPV       | N/A |
| Svédország                     | YouTube Kick (előzetes esemény) | N/A            | DAZN PPV       | DAZN PPV       | N/A |
| Szingapúr                      | YouTube Kick (előzetes esemény) | N/A            | DAZN PPV       | DAZN PPV       | N/A |
| Thaiföld                       | YouTube Kick (előzetes esemény) | N/A            | DAZN PPV       | DAZN PPV       | N/A |
| Törökország                    | YouTube Kick (előzetes esemény) | N/A            | DAZN PPV       | DAZN PPV       | N/A |
| Tajvan                         | YouTube Kick (előzetes esemény) | N/A            | DAZN PPV       | DAZN PPV       | N/A |
| Argentína                      | YouTube Kick (előzetes esemény) | N/A            | DAZN PPV       | DAZN PPV       | N/A |
| Izland                         | YouTube Kick (előzetes esemény) | N/A            | DAZN PPV       | DAZN PPV       | N/A |
| Vietnám                        | YouTube Kick (előzetes esemény) | N/A            | DAZN PPV       | DAZN PPV       | N/A |
| Dél-Afrika                     | YouTube Kick (előzetes esemény) | N/A            | DAZN PPV       | DAZN PPV       | N/A |
| Világszerte                    | YouTube Kick (előzetes esemény) | N/A            | N/A            | DAZN           | N/A |